# سعيد آقائي
سعيد آقائي ((بالفارسية: سعید آقایی‏)؛ مواليد 9 فبراير 1995 في تبريز) هو لاعب كرة قدم إيراني يلعب مع نادي تراكتور سازي في دوري المحترفين الإيراني كلاعب وسط. مثّل منتخب إيران لكرة القدم. بدأ سعيد آقائي مسيرته الرياضية عام 2012 مع نادي غسترش فولاد. دعي آقائي إلى تشكيلة منتخب إيران الأول من قبل كارلوس كيروش لوديتين ضد مقدونيا و‌قيرغيزستان في يونيو 2016.